# Michaił Suslin
Michaił Jakowlewicz Suslin (ur. 15 listopada 1896, zm. 21 grudnia 1919) – rosyjski matematyk, autor prac z zakresu topologii i opisowej teorii mnogości. Był uczniem matematyka Nikołaja Łuzina. Zmarł w czasie epidemii tyfusu.
Od jego nazwiska wzięły nazwy następujące pojęcia matematyczne:
- hipoteza Suslina,
- prosta Suslina,
- drzewo Suslina,
- schemat Suslina,
- operacja Suslina,
- zbiory Suslina,
- twierdzenie Suslina[1].